# Nokia X10
Nokia X10 та Nokia X20 — смартфони середнього рівня з підтримкою 5G, розроблені HMD Global під брендом Nokia. Були представлені 8 квітня 2021 року.
Також 9 листопада 2021 року ексклюзивно для опреатора T-Mobile US та Metro by T-Mobile був представлений Nokia X100, який є трохи зміненим Nokia X10 з покращеною фронтальною камерою та трохи збільшеними верхньою та нижньою рамками дисплея.

## Дизайн
Передня панель в Nokia X10 та X100 виконана зі скла Corning Gorilla Glass 3, а в Nokia X20 — Gorilla Glass 5. Рамка та задня панель виконані з пластику.
Ззаду смартфони, як і більшість смартфонів Nokia 2020-2021 років, мають круглий острівець камери.
Знизу розміщені 3.5 мм аудіороз'єм, мікрофон, роз'єм USB-C та динамік, а зверху — другий мікрофон. З лівого боку розташовані кнопка виклику Google Асистента та залежно від моделі Nokia X10 та X20 гібридний слот (2 SIM-картки або 1 SIM-картка + microSD) або слот під 1 SIM-картку і microSD та тільки слот під 1 SIM-картку і microSD в Nokia X100. З правого боку розміщені кнопки регулювання гучності та кнопка блокування, в яку вбудований сканер відбитків пальця.
Nokia X10 продавався в кольорах Ліс (зелений) та Сніг (білий), X20 — Опівнічне сонце (бронзовий) та Північний синій, а X100 — Опівнічний синій.

## Технічні характеристики

### Платформа
Пристрої отримали процесор Qualcomm Snapdragon 480 з графічним процесором Adreno 619.

### Батарея
Батарея отримала об'єм 4470 мА·год та підтримку швидкої зарядки потужністю 18 Вт.

### Камера
Всі моделі отримали основну квадрокамеру з оптикою Zeiss, що складається із ширококутного об'єктива на 48 Мп в Nokia X10 та X100 і на 64 Мп в Nokia X20, які мають діафрагму f/1.79 і фазовий автофокус, надширококутного об'єктива на 5 Мп і макрооб'єктива та сенсора глибини по 2 Мп з діафрагмою f/2.4 (макро). Основна камера Nokia X10 та X100 вміє записувати відео в роздільній здатності 1080p@30fps, Nokia X20 — 1080p@60fps
Також смартфони отримали ширококутну фронтальну камеру на 8 Мп в Nokia X10, на 32 Мп в Nokia X20 та на 16 Мп в Nokia X100. У всіх моделей вона має можливість запису відео в роздільній здатності 1080p@30fps.

### Екран
Екран IPS LCD, 6,67", FHD+ (2400 × 1080) зі співвідношенням сторін 20:9, щільністю пікселів 395 ppi та круглим вирізом під фронтальну камеру, що розміщений зверху в центрі.

### Пам'ять
Nokia X10 продавався в конфігураціях 6/64, 4/128, 6/128, X20 — 6/128 та 8/128 ГБ, а X100 — тільки 6/128 ГБ. У всіх моделей об'єм сховища можна розширити картою пам'яті формату microSD до 512 ГБ.

### Програмне забезпечення
Моделі були випущені на «чистому» Android 11. Nokia X10 та X20 були оновлені до Android 14, а Nokia X100 — до Android 13.